# Dominga Velasco
Dominga Velasco (Mexikó, 1901. május 12. – Kalifornia, 2015. október 11.) a Mexikó területén született valaha élt legidősebb személy volt, 114 évet és 152 napot élt. A legidősebb mexikói címet 2015 májusában érte el, mivel akkor lépte túl az addigi csúcstartó, Soledad Mexia 114 éves és 17 napos életkorát.

## Élete
1901. május 12-én született, gyermekkorát a jaliscói Yahualicában töltötte, majd 1920-ban, a mexikói forradalom végefelé családjának egy részével az Amerikai Egyesült Államokba települt át. A határátlépéskor tanúja volt egy Ciudad Juárez melletti összecsapásnak Pancho Villa követői és a kormányerők között. 2–3 évig El Pasóban élt, majd a kaliforniai Oakland Fruitvale városrészében telepedett le, itt később szobrot is emeltek neki. Fiatalon egy konzervgyárban, majd egy San Franciscó-i édességgyárban dolgozott. 20 évvel később az oaklandi 7. utcában megnyitotta Chapala nevű mexikói vendéglőjét (amely hamarosan a mexikói munkások kedvelt találkozóhelyévé vált), így ő lett az egyik első latin-amerikai származású üzlettulajdonos a városban. Fiatal korától kezdve számos zenés–táncos rendezvényt tartott a mexikói kultúra népszerűsítéséért, ő maga is sokszor táncolt az ilyen alkalmakkor, sőt, otthon még 100 éves kora után is.
1928-ban ment férjhez Salvador Ruiz Velascóhoz, akivel két lányuk született. A férj azonban, amikor Josephine lányuk 16 éves volt, gümőkórral fertődőzött meg, amit a lány is elkapott tőle, 1945-ben néhány hét különbséggel mindketten meghaltak. Az anya egyedül maradt Rosita nevű 12 éves lányával. A nemrég bezárt Chapala helyett megnyitotta újabb, The Enchilada Shop nevű vendéglőjét, ami még népszerűbb lett, mint a korábbi, állítólag maga Pedro Infante mexikói sztár is többször ellátogatott ide. Dominga Velasco az 1970-es évek közepétől a fruitvale-i Posada de Colores idősotthonban élt.